# 713
713 (DCCXIII na numeração romana) foi um ano comum do século VIII, do Calendário Juliano, da Era de Cristo,  qual teve início e término num domingo, com as letra dominical A.
| ano completo                    |
| ------------------------------- |
| Ano comum com início ao domingo |

## Eventos
- I campanha de Muça ben Nusayr, conquistando Medina Sidónia, Sevilha e Mértola.
- I A cidade de Faro é tomada pelos Mouros